# والت باك
والت باك هو سياسي كندي، ولد في 16 ديسمبر 1930 في كندا، وتوفي في 14 مارس 2013 في فورت ساسكاتشوان في كندا بسبب سرطان المعدة. حزبياً، نشط في حزب الائتمان الاجتماعي في ألبرتا ‏. وقد انتخب عضو الجمعية التشريعية ألبرتا.